# Thích Ca Phật Đài

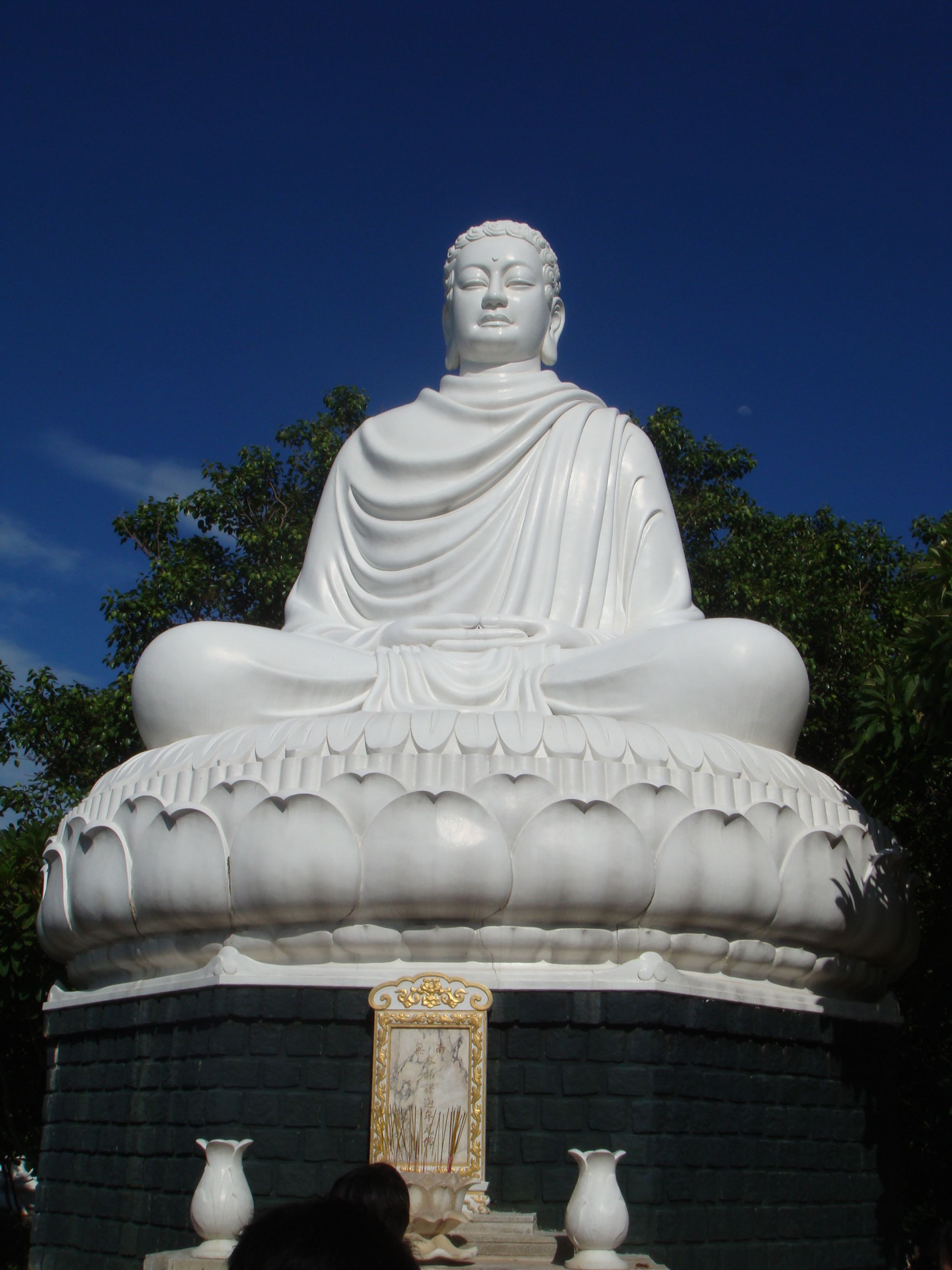
Tượng Kim thân Phật tổ (Thích Ca Phật Đài)

Thích Ca Phật Đài là một quần thể kiến trúc Phật giáo lớn, cũng là một điểm tham quan du lịch và tín ngưỡng nổi tiếng ở thành phố Vũng Tàu (Việt Nam).

## Khái lược
Kiến trúc Thích Ca Phật Đài nằm trên mạn sườn phía Bắc của Núi Lớn, nổi bật với bức tượng Đức Phật Thích Ca Mâu Ni tọa thiền. Cổng lớn quay về hướng đường Trần Phú. Toàn thể khuôn viên cụm kiến trúc rộng 28 hecta, bao gồm một quần thể các chùa (Hộ pháp, Thiền Lâm, Di Lặc và Viên Thông) và các cụm vườn tượng diễn tả cuộc đời Đức Phật.

## Lược sử
Cuối thập niên 1940, Đại đức Narada Maha Thera sang Việt Nam thuyết giảng giáo lý Nam tông. Khi đến Vũng Tàu, Sư gặp được ông Lê Quang Vinh, một công chức cao cấp trong chính quyền thực dân Pháp, đưa đi thăm viếng các nơi. Khi đến vùng Núi Lớn, Sư từng có ý kiến xây dựng một ngôi chùa tại vùng này.
Vào khoảng năm 1957, ông Lê Quang Vinh, bấy giờ đã hồi hưu, đã về đây khai phá vùng đất hoang vu ở bên sườn núi Lớn. Vào thời điếm này, nơi đây ít cư dân sinh sống mặc dù đã có đường trải nhựa từ Bến Đình đến Bến Đá. Ông cho dựng một ngôi chùa đơn sơ dưới chân Núi Lớn để tu hành, gọi là Thiền Lâm tự. Ông xuất gia và lấy pháp danh là Thích Giác Pháp.
Năm 1960, khi trở lại Việt Nam giảng pháp, Đại đức Narada Maha Thera đã viếng núi Lớn và đã trồng tại đây một cây Bồ đề từ một cây con ở cố đô Anuradhapura nước Tích Lan, gốc chiết từ cây Bồ đề ở Bồ Đề Đạo tràng Ấn Độ. Bấy giờ Giáo hội Tăng Già Nguyên Thủy Việt Nam đã cho trùng tu ngôi chùa Thiền Lâm, đồng thời cho cất một trai thất nhỏ dành riêng cho Đại đức Narada Maha Thera mỗi khi Sư lưu lại đây. Trong một lần lưu lại chùa Thiền Lâm, Sư góp ý nên xây dựng một bảo tháp để tôn thờ Xá lợi.
Đầu năm 1961, Giáo hội Tăng Già Nguyên Thủy Việt Nam đã tổ chức vận động quyên góp tài chính để xây dựng một khu Bảo tháp xá lợi và vườn tượng quảng diễn cuộc đời của Đức Phật. Trong quá trình vận động, nhiều tăng ni, Phật tử đã góp ý xây dựng bổ sung thêm Thích Ca Phật Đài. Ý kiến này được nhiều Phật tử ủng hộ và đóng góp thêm tài chính. Cư sĩ khảo cổ Hồ Đắc Thăng được cử làm lãnh đạo thực hiện công trình. Việc tạo tác tượng được giao cho nghệ nhân Bùi Văn Thêm, hiệu Phúc Điền, thực hiện. Học trò ông Phúc Điền là Hoàng Gia Thuận được giao đảm trách khâu mỹ thuật ở công trường.
Lễ đặt viên đá đầu tiên được tiến hành tại Bảo tháp ngày 4 tháng 6 năm 1961. Lễ khởi công xây dựng được tổ chức vào ngày 20 tháng 7 năm 1961. Sau 19 tháng thi công, lễ khánh thành được tổ chức trọng thể vào hai ngày 9 và 10 tháng 3 năm 1963 (tức ngày 14 và Rằm tháng 2 năm Quý Mão).
Năm 1970, chùa Hộ pháp được xây dựng.
Năm 1989, cụm kiến trúc Thích Ca phật Đài được Bộ Văn hóa Thông tin xếp hạng di tích cấp Quốc gia.
Từ năm 1975, ban đầu, khu kiến trúc có thu vé tham quan. Nhưng từ năm 2001, du khách có thể đến thăm tự do.

## Các kiến trúc tiêu biểu
Vẻ đẹp của Thích Ca Phật Đài chính là sự kết hợp giữa kiến trúc tôn giáo và phong cảnh thiên nhiên.
Toàn bộ khuôn viên Thích Ca Phật Đài như một vầng trăng khuyết chia thành ba cấp theo hình tháp, cao dần từ 3 m đến 29 m so với mực nước biển. Cấp 1 là Tam quan và khu vườn hoa. Cấp 2 là khu nhà mát và nhà trưng bày truyền thống. Cấp 3 là Thiền Lâm tự và khu Phật tích, bao gồm các công trình kiến trúc-điêu khắc,có rất nhiều tượng lớn nhỏ trong đó nổi bật nhất là tượng Kim Phật Tổ cao hơn 10m, bên trong có 16 viên xá lợi của Đức Phật.

### Thích Ca Phật Đài
Thích Ca Phật Đài là công trình nổi bật nhất, trở thành tên chung cho cả cụm kiến trúc. Thích Ca Phật Đài, còn có tên là tượng Kim thân Phật tổ, là bức tượng lộ thiên thể hiện Đức Phật Thích Ca Mâu Ni tọa thiền, tọa lạc trước cội Bồ đề do Đại đức Narada trồng ngày 2 tháng 11 năm 1960.
Phần bệ tượng cao 7m, có bình đồ hình bát giác, tượng trưng Bát chánh đạo. Phần tượng Phật ngồi cao 6m, gồm 3 phần riêng biệt gồm tòa sen với đường kính 4m, thân tượng và đầu tượng. Tất cả được đúc bê tông cốt thép.
Ban đầu, tượng được phác thảo bằng đất sét cao 40 cm, với 20 phiên bản khác nhau. Phiên bản cuối cùng được chọn thể hiện Đức Phật đắp y kiểu Colombo, tư thế ngồi kiết già, hai bàn tay đặt ngửa trên đùi theo tư thế bắt Ấn tam muội.
Phần đài sen và thân tượng bằng bê tông cốt thép được thi công tại chỗ, riêng đầu tượng được đắp đất sét tạo khuôn tại Sài Gòn, sau đó tạo nhiều mảnh khuôn bằng xi măng rồi đưa lên Vũng Tàu để đúc đầu tượng rời bằng bê tông đặc, cuối cùng mới được nâng lên ráp vào thân. Trong thân tượng được tôn trí bằng 3 viên ngọc xá lợi vào ngày 18 tháng 8 năm 1962, cùng lúc với 13 viên xá lợi được tôn trí vào Bảo tháp.

### Bảo tháp xá lợi
Bảo tháp Xá-lợi Phật hình bát giác cao 17 m, trên có búp sen, bên trong đặt 13 viên xá lợi Đức Phật do Hòa thượng Narada Maha Thera cúng dường. Bốn phía đặt bốn đỉnh lớn, trong có chứa đất mang về từ bốn Thánh địa Phật giáo ở Ấn Độ là vườn Lâm-tỳ-ni, Bồ Đề Đạo Tràng, vườn Lộc Uyển và rừng Sala Song Thọ.

### Chùa Thiền Lâm

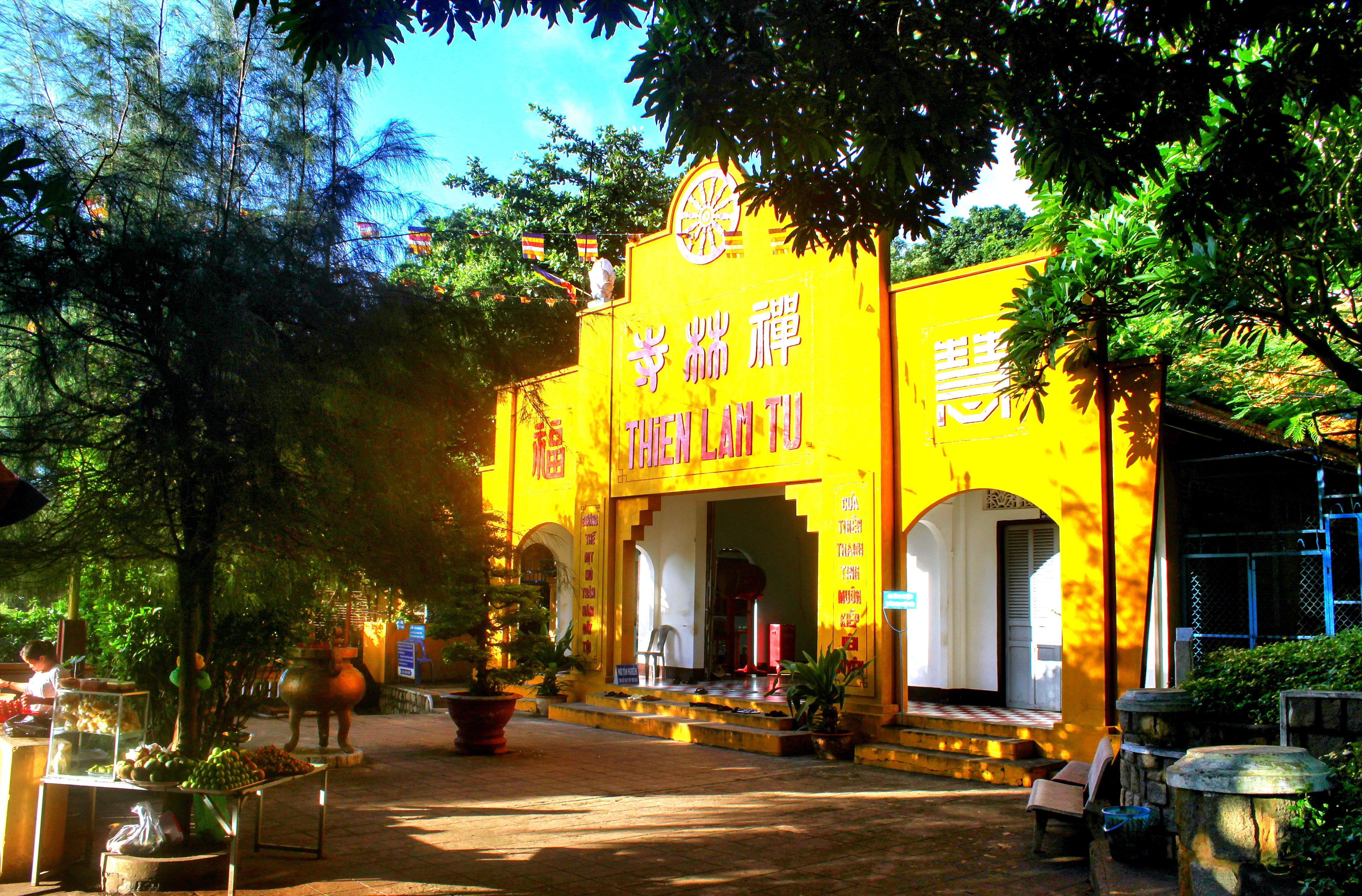
Thiền Lâm Tự trong quần thể Thích Ca Phật Đài

### Các cụm tượng lộ thiên
- Đầu tiên là tượng đức Phật đản sanh, với 1 tay chỉ lên trời.
- Tiếp theo là hình ảnh đức Phật xuất gia với tượng thái tử Tất Đạt Đa đang xuống tóc, Bạch mã (Ngựa Kiền Trắc) và người hầu Channa Xa Nặc.
- Tiếp theo là tượng đức Phật thành đạo cao 11,6 m, trong đó có ba viên ngọc xá lợi Phật. Đường kính bệ dài 6m, tượng được khánh thành ngày 10 tháng 3 năm 1963 do nhà điêu khắc kiến trúc sư Nguyễn Lân đúc tại chỗ.
- Nhà Bát giác có tượng trưng Đức Phật chuyển pháp luân ngồi trên toà sen, năm anh em đại sỹ Kiều Trần Như ngồi nghe thuyết pháp tại Vườn Nai.
- Tiếp theo là quần thể tượng voi trắng quỳ, khỉ trắng dâng hoa quả đào tiên cho Đức Phật.
- Cuối cùng là tượng Phật nhập Niết-bàn quay về hướng Tây, cao 2,4 m, dài 12,2 m, bên dưới 9 tỳ khưu đứng chắp tay.

## Một vài hình ảnh

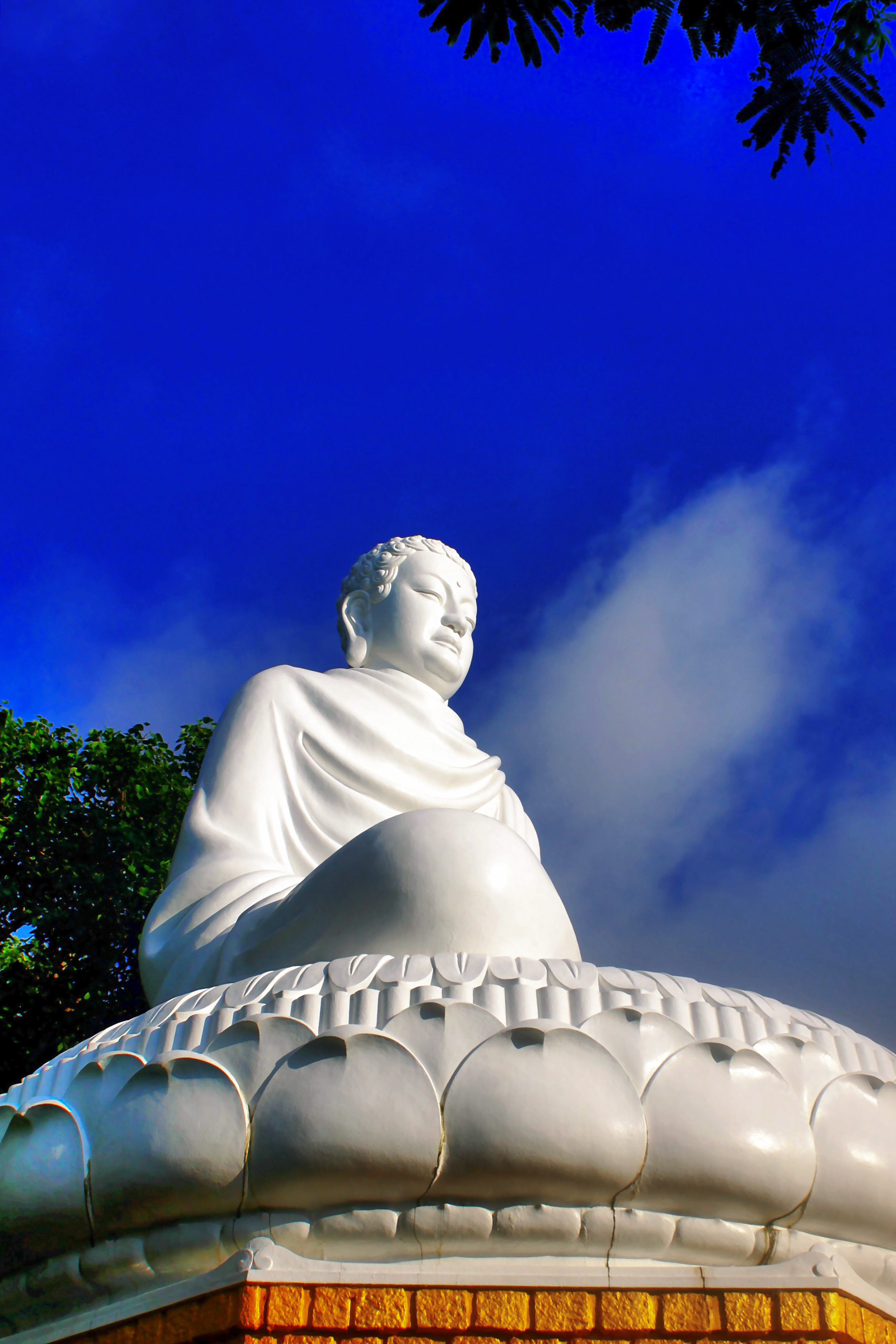
Tượng Phật Thích Ca tọa thiền.
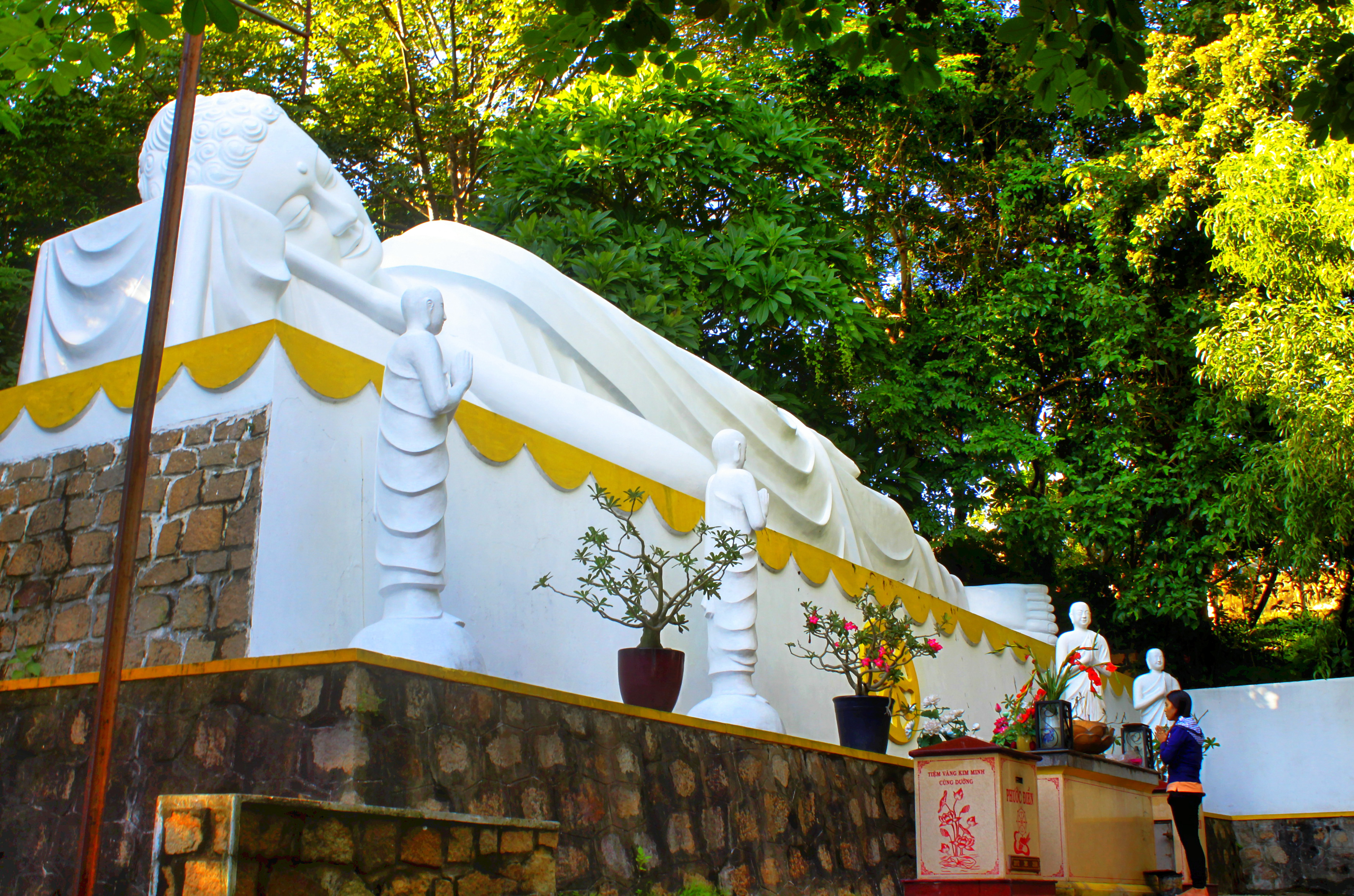
Tượng Phật Thích Ca nhập Niết bàn.
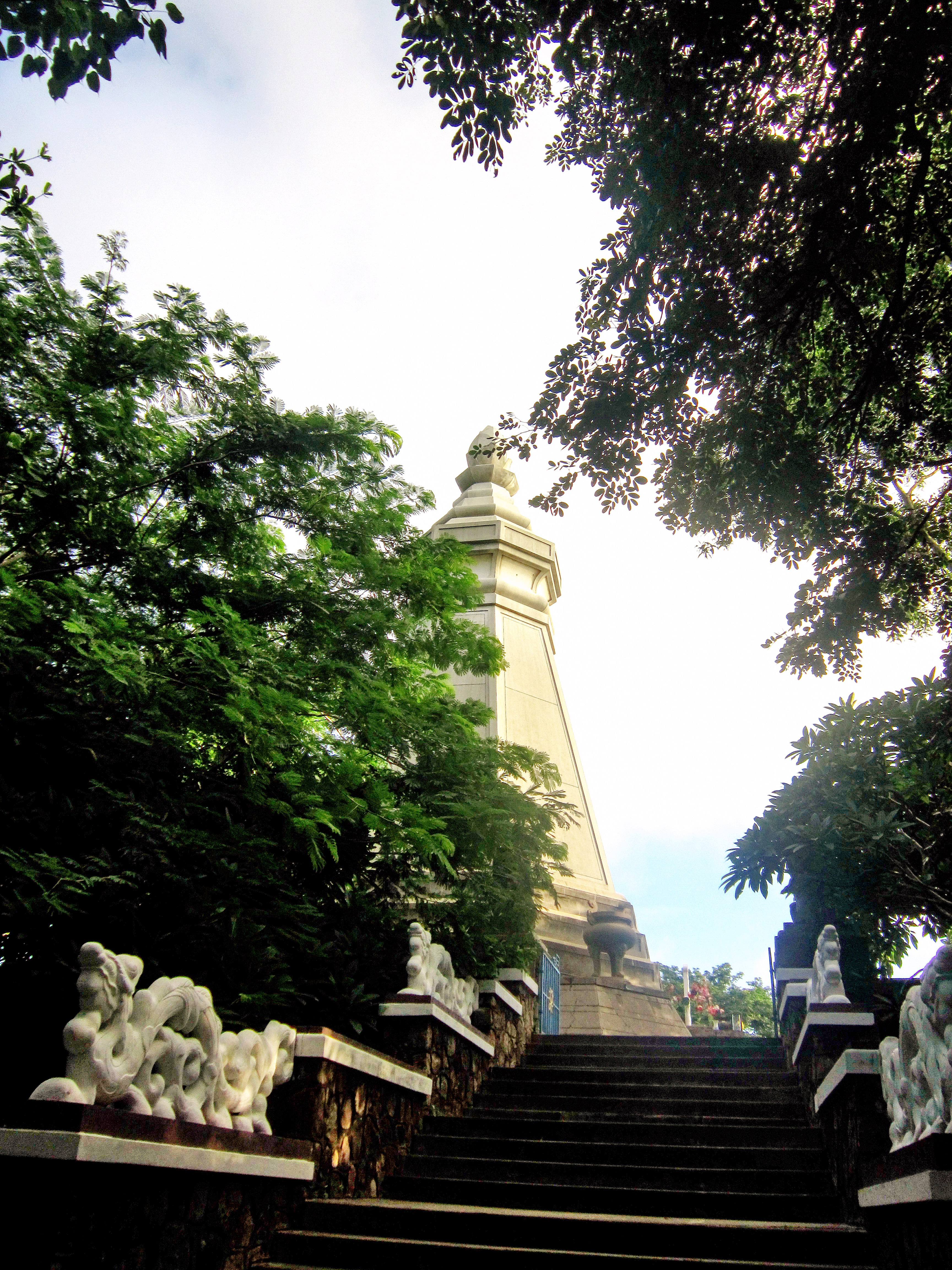
Tháp chứa xá lợi Phật.
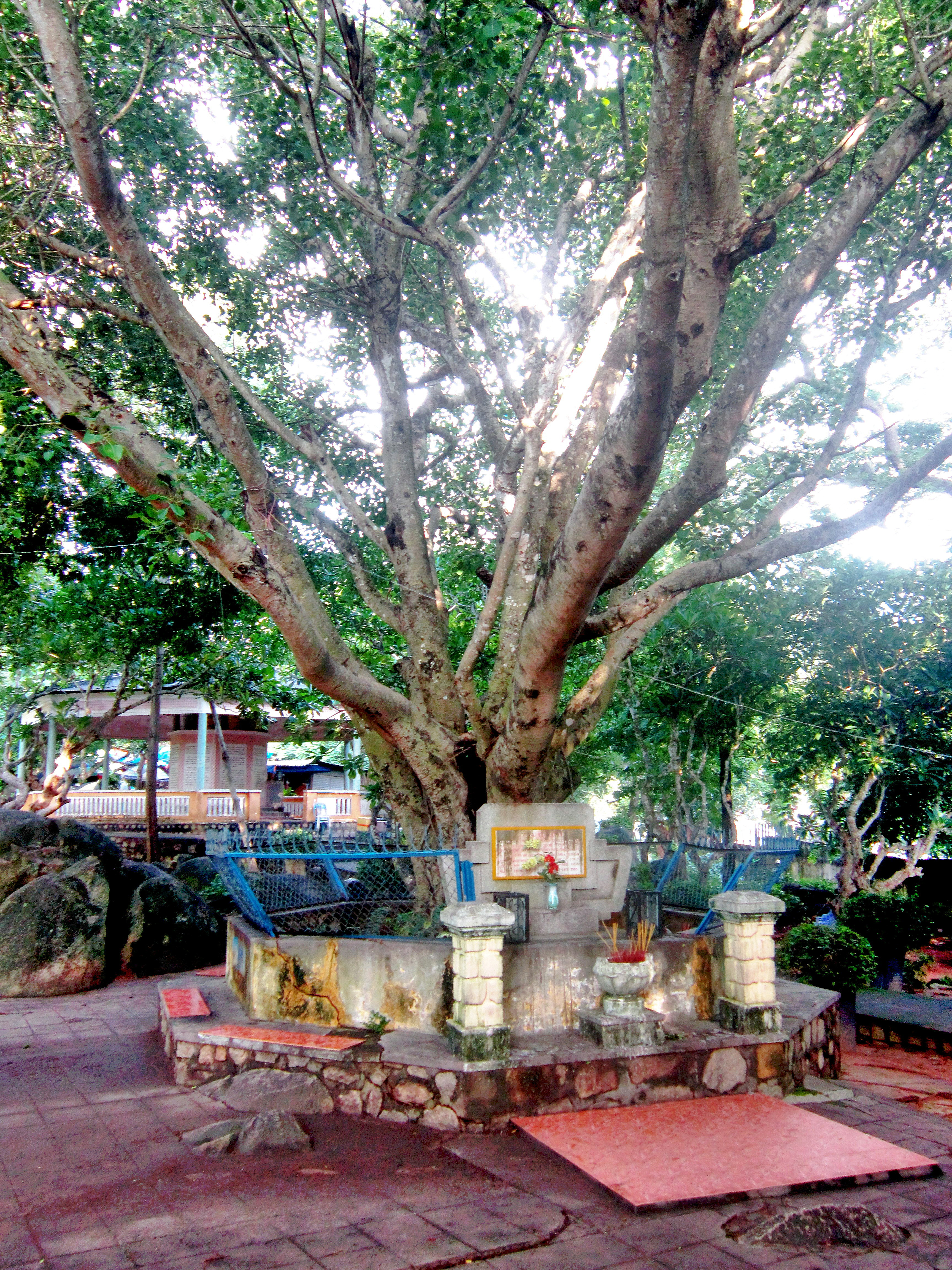
Cây bồ đề [6].